# Tradescantia exaltata
Tradescantia exaltata là một loài thực vật có hoa trong họ Commelinaceae. Loài này được D.R.Hunt miêu tả khoa học lần đầu tiên năm 1986.